# Туннель (книга)
«Тунне́ль» (нем. «Der Tunnel») — роман Бернхарда Келлермана (1913) о постройке трансатлантического туннеля, соединяющего Европу и Америку. Книга была переведена на основные языки мира, выдержала в межвоенный период десятки изданий и принесла Келлерману мировую известность.

## Сюжет
Инженер Мак Аллан — выходец из шахтерской семьи, бывший мальчишка-коногон, талантливый изобретатель сверхпрочной "алмазной стали "алланита", человек огромной энергии и выдающихся организаторских способностей. Для постройки туннеля нужны колоссальные средства, которые Аллан добывает, заинтересовав своим замыслом, сулящим солидную прибыль, представителей большого бизнеса. Идея Аллана дерзновенна и смела; но её реальное осуществление связано с жертвами и страданиями строителей, работающих в ужасающе трудных условиях в напряжённом, изнурительном темпе. Кроме того, антагонистом Аллана неожиданно оказывается могущественный финансовый директор проекта Самуэль Вульф, в образе которого сочетаются характерные антисемитские стереотипы: отказ от родной страны, беспринципное стремление к обогащению, сластолюбие и ненависть к «белой расе».
Крупная авария на строительстве и последовавшее за ней бунт родственников погибших и забастовка рабочих приводят к приостановке проекта. Это вызывает биржевую панику и провоцирует настоящий мировой экономический кризис. Мак Аллан, после череды личных трагедий и громкого суда с предварительным заключением, сменив свое отношение к работникам и переступив через себя, чтобы неожиданно получить дополнительное финансирование, размораживает стройку. На пути строителей встречается участок повышенных температур, уровни встречных участков расходятся по высоте, однако несмотря ни на что стройка продолжается. Почти вдвое превысив срок строительства, Мак Аллан заканчивает тоннель и лично приводит первый поезд в Европу, хотя сам же признается в интервью репортёрам, что новые пароходы, самолеты и дирижабли перехватывают пассажирский поток. 

## Адаптации
Роман публиковался на русском языке в переводах Эмилии Пименовой (1917) и Полины Бернштейн.
Книга была экранизирована трижды:
- в 1915 году Вильямом Вауэром с Ф. Кайслером в главной роли — один из любимых фильмов Гитлера[4]; во вступительных кадрах в небольшом камео снялся сам Бернхард Келлерман. Наиболее близкая к  оригинальной книге экранизация, при этом опущено шахтёрское прошлое Мак Аллана и персонаж С.Вульфа отсутствует вовсе. В фильме представлено одно из ранних отображений технологии телевидения (радио-теле-кинематограф) и приём экрана в экране.
- в 1933 году дважды (с французскими и немецкими актёрами) режиссёром Кёртисом Бернхардтом — см. Туннель (фильм, 1933); В обеих версиях сюжет перенесен в современность, стройка частично механизирована, уменьшены масштабы аварийных событий и их последствия. Изменены характеры Вульфа, Хобби ограничена роль Этель Ллойд, отсутствует ряд второстепенных персонажей.
- в 1935 году Морисом Элви с Ричардом Диксом в главной роли. В фильме события перенесены в некое условное недалекое будущее (построенный туннель под Ла-Маншем, радиевые буры, распространены телевидение и видеосвязь) и акцент сделан на англо-американском сотрудничестве ради мира, изменены направление туннеля (из Нью-Йорка в Саутгемптон). Стройка механизирована. Отличаются характеры Хобби и жены Мак Аллана. Функции Вульфа разделены между помощником Ллойда Мостином и оружейным фабрикантом Грелье. Как и в версиях 1933 года  отсутствуют упоминания о прошлом Мак Аллана и сокращены сама авария и ее последствия.